# Kamienica przy ulicy Gołębiej 14 w Krakowie
Kamienica przy ulicy Gołębiej 14 – zabytkowa kamienica znajdująca się w Krakowie, w dzielnicy I przy ulicy Gołębiej, na Starym Mieście.

## Historia
Kamienica została wzniesiona w XV wieku. W II połowie XVI wieku została powiększona. W XVII wieku wzniesiono oficynę boczną z galerią arkadową w przyziemiu. Od około 1715 kamienica stanowiła własność Norbertanek, w latach 1803–1819 Drukarni Akademickiej, a od 1819 prywatnych właścicieli. W 1885 została nadbudowana o trzecie piętro i przebudowana według projektu Karola Knausa. W latach 20. XX wieku budynek zaadaptowano na pensjonat według projektu E. Zguta. W latach 1936–1937 wzniesiono oficynę tylną. W 1949 budynek przekazano Uniwersytetowi Jagiellońskiemu z przeznaczeniem na sale wykładowe. W latach 1979–1986 kamienica została odnowiona. Od 1987 tworzy razem z dwoma kolejnymi kamienicami przy ulicy Gołębiej: nr 16 i nr 18 zespół Kolegium Opolskiego.
19 czerwca 1967 kamienica została wpisana do rejestru zabytków. Znajduje się także w gminnej ewidencji zabytków.

## Architektura
Kamienica ma cztery kondygnacje. Jest dwutraktowa. Fasada w partii parteru jest trójosiowa, zaś w partii pięter: na wysokości pierwszego i drugiego piętra – czteroosiowa, a na wysokości trzeciego piętra – jednoosiowa. Na szerokości dwóch pierwszych osi wsparta jest szkarpą. Drugie i trzecie piętro oddzielone są szerokim gzymsem. Okno trzeciego pięta położone jest w centralnej części elewacji, a po jego obu stronach znajdują się herby Uniwersytetu Jagiellońskiego. W elewacji tylnej budynku znajdują się zadaszone ganki komunikacyjne.